# Chiesa di San Nicola di Bari e San Lorenzo
La chiesa di San Nicola di Bari e San Lorenzo è la sede della parrocchia di Barzizza, frazione di Gandino in provincia e diocesi di Bergamo, fa parte del vicariato di Gandino.

## Storia
La storia della chiesa di Barzizza è molto antica, risulta presente già dal 883. Un ulteriore atto rogato nel gennaio 1290 cita la presenza di una chiesa nella località. La cappella fu intitolata a san Nicola di Bari dal vescovo Polidoro Foscari l'8 agosto 1446. 
Nel 1535 fu visitata dal vescovo di Bergamo Pietro Lippomano, dalla cui relazione si deduce che era molto piccola e che aveva due altari posti nelle navate, l'altare maggiore completo della pala e l'aula completamente decorata con dipinti a fresco.
La chiesa fu visitata dal frate Vincenzo dell'Ordine dei frati predicatori il quale relazionò di aver visitato ogni parte della chiesa trovando inadempienze nella conservazione delle particola: “avendo notato nella pisside alcune particole frammiste a scarti”, ordinando che fossero subito pulite.

L'arcivescovo di Milano san Carlo Borromeo visitò la chiesa l'11 ottobre 1575, dagli atti vi fa una puntuale descrizione: 
(Atti della visita pastorale di Carlo Borromeo)
La chiesa era retta da un unico parroco ed era posta in prossimità di un'altra parrocchiale intitolata a san Lorenzo martire. Vi erano le scuole del Santissimo Sacramento che gestiva l'altare maggiore, dei disciplini, la congregazione di pietà della Misericordia Maggiore e apparteneva alla pieve gabdinese. Fu nuovamente visitata nella metà del Seicento dal vescovo san Gregorio Barbarigo, che rilevò la presenza di tre parroci coadiuvati da un curato indicando che vi erano parecchie confraternite: la scuole del Santissimo Sacramento, della Concezione della Beata Vergine, dei disciplini, della Dottrina Cristiana e del Consorzio della Misericordia.

Nel 1666 la chiesa fu inserita nel “Sommario delle chiese di Bergamo”, elenco redatto dal cancelliere della curia vescovile Giovanni Giacomo Marenzi intitolata a san Nicola di Bari con la vicinanza di un'altra parrocchia dedicata a san Lorenzo, entrambe complete di tre altari e rette da un solo parroco mercenario coadiuvato. Vi erano inoltre le cappelle dedicate a san Rocco e santa Liberata.
l'edificio nel 1580 fu oggetto di una completa ricostruzione, i lavori erano terminati nel 1614 quando fu consacrata dal vescovo Giovanni Emo il 19 luglio. L'abside fu sostituita alla fine del Seicento, con la ricostruzione della torre campanaria che, nel 1666,  risultava essere pericolante.
Il 26 aprile 1780 il vescovo di Bergamo Giovanni Paolo Dolfin relazionò nella sua visita pastorale, che la chiesa era sussidiaria di quella di Cazzano, smembrata nel XIV secolo quando i comuni furono divisi ed elevata a parrocchia con l'intitolazione a san Nicola di Bari.
Nel 1880 l'edificio subì una completa ristrutturazione con ampliamento su progetto del leffese Pietro Gallizioni. Furono alzate le pareti laterali di cinque metri con la nuova volta semicircolare completa di tre lunette. Il presbiterio fu rimodernato, fu posata la nuova pavimentazione, e nuove aperture. L'ampliamento della navata ha portato alla chiusura del porticato esterno, e il nuovo orientamento nord-sud. Nel Novecento furono eseguite ulteriori modifiche e lavori di manutenzione con la nuova consacrazione il 29 aprile 1939 e l'intitolazione a san Nicola dal vescovo Adriano Bernareggi che fece dono delle reliquie dei santi Alessandro di Bergamo, Nicola e Pio che furono sigillate dentro la mensa dell'altare maggiore.
Con decreto del 27 maggio 1979 la chiesa fu inserita nel locale di Gandino.

## Descrizione

### Esterno
Molto semplici sono le linee architettoniche della chiesa. La facciata è delimitata da due lesene complete di alta zoccolatura in blocchi di pietra. Le lesene reggono una cornice marcapiano che divide la facciata in due sezioni. Nella prima il portale completo di paraste a pilastrini che sorreggono l'arco nella cui sommità vi è lo stemma vescovile. Nella sezione superiore vi è la finestra semicircolare con cornice in pietra atta a illuminare l'aula.

### Interno
L'interno a pianta rettangolare con volta a botte è divisa da lesene stuccate a lucido in tre campate. Le lesene terminano con capitelli e reggono la trabeazione che regge il cornicione. La parte termina con le quattro finestre semicircolari che danno luce alla navata. L'aula è completamente decorata, nel 1908 la volta fu dipinta da Ponziano Loverini, vi sono inoltre tele seicentesche del clusonese Domenico Carpinoni.
La zona presbiteriale a pianta quadrata e sopraelevata da due gradini con volta a lunetta, presenta l'altare maggiore in legno scolpito e dorato con paliotto e due colonne tortili delimitano due ancone.